# 奈良先端科学技術大学院大学
奈良先端科学技術大学院大学（ならせんたんかがくぎじゅつだいがくいんだいがく、英語: Nara Institute of Science and Technology）は、奈良県生駒市高山町8916-5に本部を置く国立大学（大学院大学）である。略称は奈良先端大、NAIST（ナイスト）。

## 概要
関西文化学術研究都市の中核。第一線の教授陣と最先端研究に資する充実した設備、既存の学部概念を取り払った柔軟な教育・研究体制が特徴。国家戦略「科学技術立国」を目的に、大学院に特化した研究教育機関、国立理工系大学院大学として設置された。

## 沿革
- 1986年 - 1988年：日本の大学院の充実と改革の観点から先端科学技術大学院構想について話し合われる。
- 1989年5月：大阪大学に先端科学技術大学院（奈良）の創設準備室および創設準備委員会を設置。
- 1991年：創設準備委員会が「奈良先端科学技術大学院大学の構想の概要」についてとりまとめ、国立学校施設計画調整会議で施設長期計画が了承。これを受けて同年10月、奈良先端科学技術大学院大学、情報科学研究科、附属図書館が設置される。
- 1992年4月：バイオサイエンス研究科、情報科学センターを設置。
- 1993年4月：遺伝子教育研究センターを設置し、情報科学研究科（博士前期課程）第1期生の受け入れを開始する。
- 1994年4月：バイオサイエンス研究科（博士前期課程）第1期生受け入れ、同年6月、先端科学技術研究調査センター設置。
- 1995年4月：情報科学研究科（博士後期課程）第1期生受入れ。
- 1996年4月：バイオサイエンス研究科（博士後期課程）第1期生受入れ、同年5月、物質創成科学研究科設置。
- 1998年4月：物質創成科学研究科（博士前期課程）第1期生受け入れ、物質科学教育研究センター設置。
- 2000年4月：物質創成科学研究科（博士後期課程）学生受け入れ。現在の3研究科構成が完成。
- 2001年10月：創立10周年。
- 2004年4月：国立大学法人奈良先端科学技術大学院大学を設立。
- 2010年：国立大学法人評価(第1期)で1位。
- 2011年10月：創立20周年。
- 2013年4月：キャリア支援室設置
- 2013年10月：研究戦略機構設置
- 2015年4月：戦略企画本部設置、教育推進機構設置（国際連携推進本部・キャリア支援室を統合） 、研究推進機構設置（先端科学技術研究推進センター・産官学連携推進本部を統合の上、研究戦略機構を改組）
- 2017年4月：データ駆動型サイエンス創造センター設置
- 2018年4月：先端科学技術研究科先端科学技術専攻設置・学生受け入れ（情報科学研究科・バイオサイエンス研究科・物質創成科学研究科を統合）
- 2021年1月：デジタルグリーンイノベーションセンター設置
- 2021年4月：地域共創推進室設置
- 2023年11月29日：国際教養大学と包括連携協定を締結[1][2]。
- 2023年12月11日：京都ノートルダム女子大学と推薦入学協定を締結[3][4]。

## 設置研究科・領域・附属施設

### 研究科・領域（2018年度以降）
2018年4月より、これまでの3つの研究科（情報科学研究科、バイオサイエンス研究科、物質創成科学研究科）が1研究科に統合され、その下に3つの領域（情報科学領域・バイオサイエンス領域・物質創成科学領域）が設けられた。さらに、 高度な専門性を習得させるための5つの「教育プログラム」を設定しており(「情報理工学」、「バイオサイエンス」、「物質理工学」、それらの融合プログラムの「データサイエンス」、「デジタルグリーンイノベーション」)、入学後に1つ選択する仕組みとなっている。

### 旧研究科・領域（2017年度以前）
2011年4月より、情報科学研究科とバイオサイエンス研究科で従来あった複数の専攻が統合され、一専攻三領域の新体制に移行された。
- 情報科学研究科 - シンボルカラーは赤。情報科学・情報工学・数学・制御工学などが融合した研究が行われている。
  - 情報科学専攻[注釈 2]
    - 領域
      - コンピュータ科学領域[注釈 3]
      - メディア情報学領域[注釈 4]
      - システム情報学領域[注釈 5]

    - IT-Triadic （IT3）：サイバーメディア社会におけるマルチスペシャリスト育成プログラム[注釈 6]
      - マルチスペシャリスト育成（Triadicコース）
      - 次世代ロボティクス技術者育成（RTコース）
      - 高度ソフトウェア技術者育成（Spiralコース）
      - 情報セキュリティ技術者・管理者育成（Keysコース）

    - 国際コース
2011年、前期課程に設置。主に留学生を対象に、英語による研究教育環境を提供。

- バイオサイエンス研究科 - シンボルカラーは緑。理学・工学・農学・医学・薬学・バイオインフォマティクスなどにまたがる広範囲の研究が行われている。
  - バイオサイエンス専攻[注釈 7]
    - 領域
      - 植物科学領域[注釈 8]
      - メディカル生物学領域[注釈 9]
      - 統合システム生物学領域[注釈 10]

    - コース
      - バイオエキスパートコース(2年制）
      - フロンティアバイオコース(5年一貫制)

- 物質創成科学研究科 - シンボルカラーは青。物質科学をテーマに、理学(物理・化学・生物)・工学（電子デバイス・再生医療・材料工学・応用物理・応用化学）が融合した研究が行われている。再編前は物性・電子を中心としたコースと化学・生命を中心としたコースに分かれて教育研究が行われていた。
  - 物質創成科学専攻[注釈 11]
    - 前期課程のコース
      - αコース
前後期課程で一貫した博士研究指導を行う。前期課程の当初から博士論文の完成を目指して集中的な研究指導を行う。
      - πコース
αコース同様、博士後期課程への進学希望者の向けだが、複数の専門分野における研究指導を行う。例えば、前期課程と後期課程で別の研究室、別の主指導教官の下研究活動を行う。
      - σコース
高度専門職業人を養成するコース

    - 後期課程のコース
      - αコース
      - πコース
      - τコース
産官学の多様な研究現場で活躍する研究者・技術者に対し、高度な専門知識を教授し、最先端の研究指導を行う。

### 附属機関・施設
- 戦略企画本部
- 教育推進機構
  - キャリア支援部門（キャリア支援室）
  - 教育連携部門
- 研究推進機構
  - 研究推進部門
  - 産官学連携推進部門
- 総合情報基盤センター
  - 附属図書館（電子図書館）- 学内の者は年数日の休館日を除いて24時間入館できる。電子図書館は年中無休24時間利用可能。
  - 情報基盤技術サービスグループ（旧情報科学センター）
- 遺伝子教育研究センター
- 物質科学教育研究センター
- データ駆動型サイエンス創造センター
- 保健管理センター
- 男女共同参画室
- キャリア支援室
- 環境安全衛生管理室
- 研究者交流施設「ゲストハウスせんたん」

### 学生寮
学生数のおよそ6割に相当する619戸があり、単身のほか夫婦用、家族用がある。家具は一部備え付けで浴室と洗濯機は共用である。研究活動をサポートするために曼荼羅ネットワークの一部である学生宿舎ネットワークが各戸で利用可能となっており宿舎内からインターネットに接続できるほか、電子図書館や国内外のオンラインジャーナルにもアクセスし閲覧することができる。

## COEプログラム
21世紀COEプログラム
- 「フロンティアバイオサイエンスへの展開」＊バイオサイエンス研究科
- 「ユビキタス統合メディアコンピューティング」＊情報科学研究科

グローバルCOEプログラム
- 「フロンティア生命科学グローバルプログラム」＊バイオサイエンス研究科

## 大学関係者と組織

### 大学関係者一覧
- 奈良先端科学技術大学院大学の人物一覧

## その他
日本国内では最初に全学共同利用分散コンピュータネットワークである「曼陀羅 (Mandara)」の運用を開始した。同様の全学規模のプロジェクトしては、マサチューセッツ工科大学の「アテナプロジェクト」が上げられる。当時としては、最先端のグラフィックスワークステーション100台規模の学内LANによって基盤ネットワークが構築された。
キャンパスベースでは、慶應義塾大学湘南藤沢キャンパス (SFC) が日本最初の共同利用分散ネットワークシステムであったが、全学ベースでは、日本では最初の構築事例になっている。
NAISTでなされた自然言語処理の研究およびソフトウェア開発は、多くの他のプロジェクトで使われている。例として、日本語の分かち書き解析ソフトである、ChaSenは本学の松本研究室で開発された。このソフトおよびフリーソフトであるKakashiによって、日本語コーパスのデータベース化が促進され、フリーソフトであるNamazuや日立基礎研究所及び国立情報学研究所らのチームによる、連想検索システムGETA（Namazuに下駄を履かせるに由来）が開発された。その後、GETAの開発に基づき、現在の国立情報学研究所におけるWeb検索サービスが構築され現在に至る。さらに、ChaSenの後継であるMeCab、および係り受け解析器のCaboChaも松本研究室（当時）の工藤拓によって開発されたものである。
またバイオサイエンスでは2012年のノーベル生理学・医学賞受賞者である山中伸弥が京都大学に移籍する前に在籍、初めて自分の研究室を持ちiPS細胞の研究を開始、人生の決定的な転機となったところである。一番弟子の高橋和利らに出会ったのもここである。山中が研究に使用した機材は今も保管されている。
物質創成科学では二次元光電子分光器 (DIANA) をはじめとする独自の研究成果が知られている。バブル崩壊後出来たため当初構想されていたときよりも規模が縮小された。他の研究科と同様に物理系と化学系の2専攻を設置予定であったが、縮小され1専攻2コースとなった。
学長は歴代バイオサイエンス研究科と情報科学研究科からほぼ交互に選出されており、物質創成科学研究科から出ることは希である。
入試は数学（代数、解析等）に関する口頭試問、外部英語試験の結果・事前提出する研究計画に関する口頭試問・書類審査を総合して行われる。専門科目による試験を課さないため，畑違いの学部からも受験が容易である。

## 交通アクセス
学研北生駒駅（近鉄けいはんな線）下車徒歩20分、もしくは奈良交通バス「奈良先端科学技術大学院大学」バス停下車すぐ。駅のアナウンスや掲示では略され、「奈良先端科学技術大学」「奈良先端科学大学」等となる場合がある。